# Lípa pod čističkou
Lípa pod čističkou je památný strom v Hojsově Stráži na Šumavě. Lípa velkolistá (Tilia platyphyllos) roste u bývalé silážní jámy pod čističkou. Obvod jejího kmene je 544 cm a výška 24 m (měření 2003). Chráněna od roku 1995 pro svůj vzrůst a věk.

## Stromy v okolí
- Stromy pod čističkou
- Stromy u kostela
- Lípy na Vyhlídce
- Jezerní jedle